# Riisagermøllen
Riisagermøllen er/var en el-producerende mølle der har fået navn efter dens konstruktør, tømreren Christian Riisager.
Fra 1976 til 1980 blev der bygget 72 af disse vindmøller i Christian Riisagers tømrerværksted i Lind ved Herning.
Riisagers vindmøller var nogle af de første, der blev seriefremstillet efter energikrisen i 1973, de lavede vekselstrøm og kunne sluttes til elnettet. De første møller havde en effekt på 22 til 55 kW.
Fra 1979 til 1985 stod en af Riisagers møller på forsøgsstation Risø. Her foretog man målinger for at kunne vejlede den nye dansk mølleindustri. I dag står denne mølle på Energimuseet ved Tange Sø.
Møllen er en såkaldt opdriftsmølle. Idet vingerne har aerodynamiske profiler.
Riisagers vindmølle blev opsat ved mange private husholdninger rundt omkring i Danmark, og hans succes gav andre fabrikanter inspiration til at begynde vindmøllefabrikation omkring 1980.
I 1980 fik Riisager solgt en 55 kW mølle til Færøerne. Det blev starten på nogle år på Færøerne, hvor der blev produceret nogle større møller med effekt på 90 og 130 kW. Vingerne havde fået nyt design og gearet var også nyt, møller var testet til en vindstyrke på 60 meter i sekund. Færø-firmaet fik en ordre på 13 møller til USA. I 1985 stoppede Riisager på Færøerne, da et projekt med udvikling af en 200 kW mølle kuldsejlede.